# 玉田金三郎
玉田 金三郎（たまだ きんさぶろう、1858年5月29日（安政5年4月17日） - 1915年（大正4年）6月27日）は、日本の弁護士。政治家、衆議院議員（1期）。

## 経歴
大和国添上郡奈良町(現・奈良県奈良市)生まれ。弁護士試験に合格し、その業務に従事する。奈良市会議員、同参事会員、同議長、奈良県会議員、宅地貸借価格調査委員、大阪電気軌道(株)取締役となる。
1890年の第1回衆議院議員総選挙において奈良1区から自由党所属で立候補するが次点で落選した。1892年の第2回衆議院議員総選挙で独立倶楽部から立候補して当選した。衆議院議員を1期務め、1894年の第3回衆議院議員総選挙では無所属で立候補して落選した。1915年に死去した。